# 沃爾夫-拉葉星

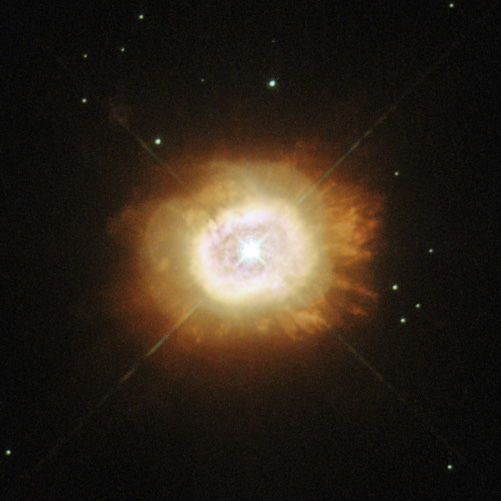
HD 184738，又稱為「坎貝爾的氫星」，屬於沃爾夫-拉葉星。

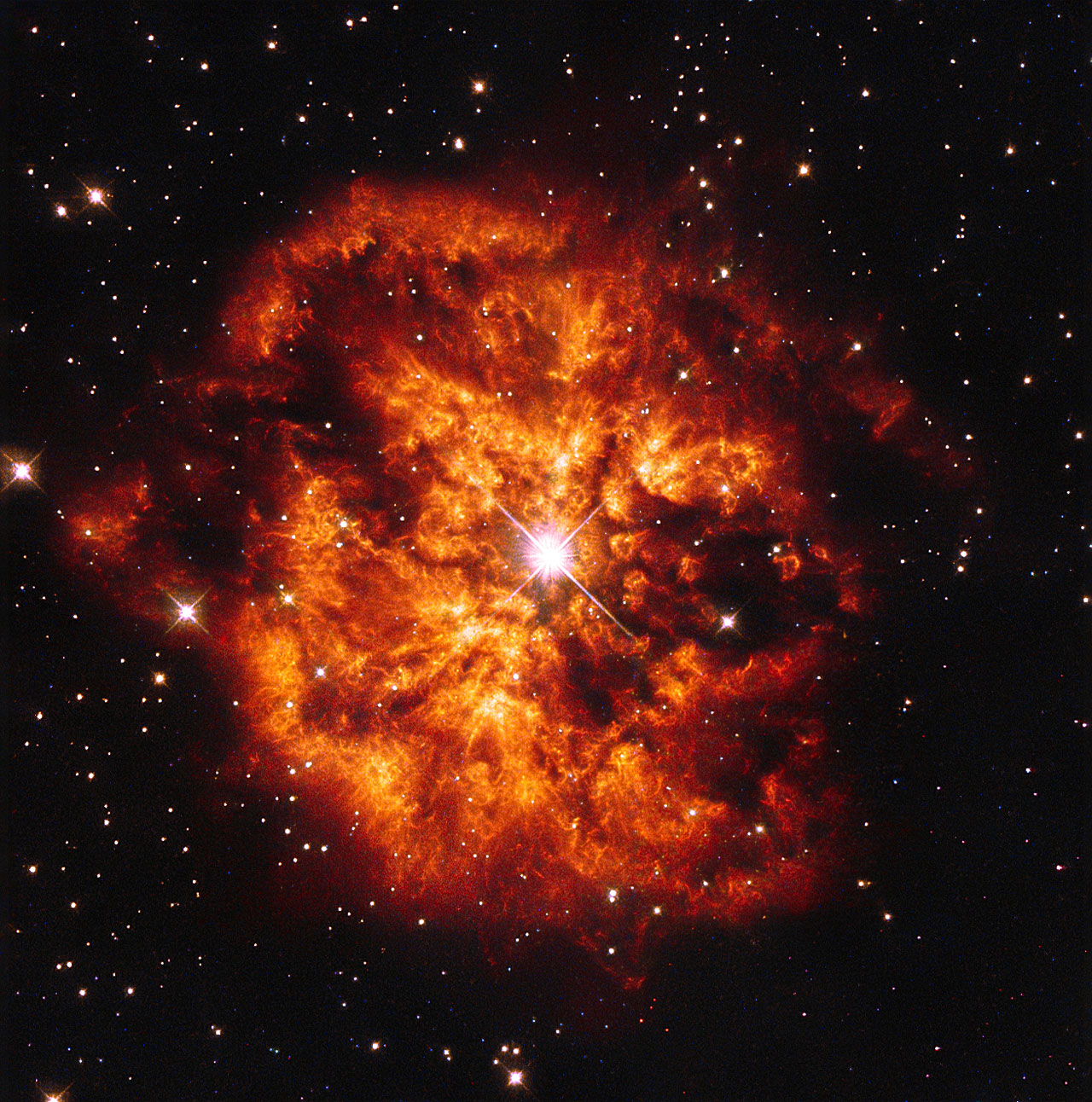
哈伯太空望遠鏡拍攝被M1-67星雲圍繞著的沃夫-瑞葉星WR 124。

沃尔夫-拉叶星，通常會簡寫為WR星，是一種罕見的異類恆星，具有不尋常的光譜，顯示的電離氦和高度電離氮或碳的寬發射譜線。光譜表明氫已經耗盡，重元素在表面已經有很高的豐度，並且有強烈的恆星風。其表面的有效溫度在30,000K到210,000K之間，幾乎比所有其他類型的恆星都熱。它們以前被稱為W型恆星，是因為光譜為W型。
傳統（或第一星族星）的沃夫-瑞葉星是大質量恆星演化的末期，其已完全失去外層的氫，並且核融合或核心已經有較重的元素。子類型的第一星族WR星其中譜中依然顯示出氫線，稱為WNh星，它們是年輕的大質量恆星，仍然以氫為核心，氦和碳通過強烈的混合和輻射驅動的質量損失，暴露在恆星的表面。另一類型具有WR型光譜的恆星是行星狀星雲的中心恆星，後漸近巨星支恆星。當它們還在主序列上時，是與太陽相似的恆星，但現在已經停止核融合，並且脫落其大氣層，露出一顆裸露的碳氧核心。
所有的沃夫-瑞葉星都是高光度的天體，這是由於表面的高溫，行星狀星雲中心星（CSPNe）的總輻射光度是太陽的數千倍；第一星族的沃夫-瑞葉星光度是太陽的數十萬倍；WNh更高達百萬倍以上。然而，因為沃夫-瑞葉星的輻射輸出大部分都在紫外線，所以在視覺上不會特別亮眼。
肉眼可見的天社一（船帆座γ2，+1.7等），以及蒼蠅座θ（視星等5.51）和劍魚座蜘蛛星雲中已知質量最大的恆星R136a1（視星等12.23），都属于沃夫-瑞葉星。

## 觀測歷史

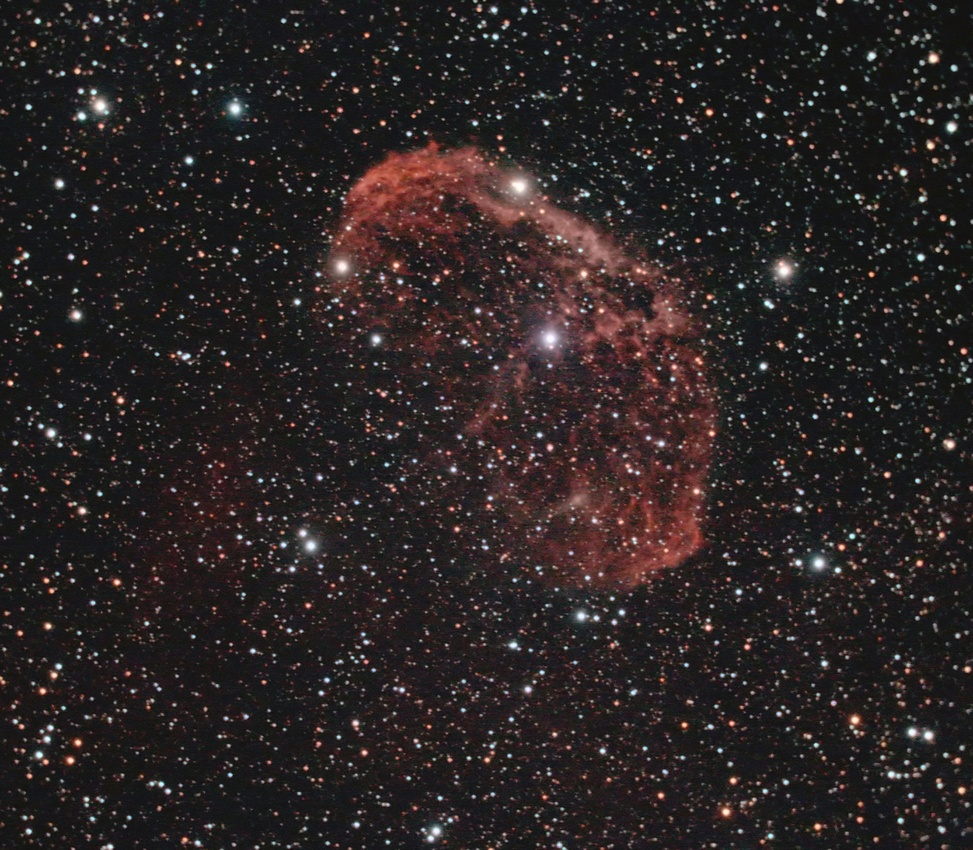
WR 136是一顆光譜為WN6型的紅色超巨星，它的大氣層已經脫落，並被快速的恆星風加熱，形成可見的眉月星雲。

1867年，法國天文學家沃夫和瑞葉 ，在巴黎天文台使用口徑40公分的傅科望遠鏡觀測，發現在天鵝座的三顆恆星（編號為HD 191765、HD 192103和HD 192641，現在指定的名稱分別是WR134、WR135、和WR137）除了有連續光譜之外，還有寬的發射譜帶。多數的恆星在光譜中只有吸收線或吸收帶，這是元素吸收光譜中特殊能量的頻率（波長），所以很清楚這幾顆是不尋常的天體。
在發現後數十年，沃夫-瑞葉星光譜中發射帶的性質一直是個謎。愛德華·皮克林的理論認為，因為這些譜線類似半整數量子數被替換的巴耳末系，因此這些譜線是氫在特殊量子態發射的，並且遵循 巴耳末系的模式稱之為"皮克林系"。但不久之後，這些譜線被確認是在1868年已經發現存在的氦造成的。皮克林指出在沃夫-瑞葉星和星雲光譜之間的相似性，這種相似性導致這樣的結論：行星狀星雲的中心星部分或全部是沃夫-瑞葉星。
到1929年，加拿大自治領天體物理天文台的天文學家卡萊爾·史密斯·比爾斯確認發射線的寬度肇因於都卜勒致寬，也就是說這些恆星周圍的氣體有者速度每秒300～2,400公里的視線方向運動。結論是沃夫-瑞葉星不斷將氣體噴射到太空中，產生一個膨脹的朦朧氣體球；而以高速度噴射氣體的動力來自輻射壓。眾所周知，許多具有沃夫-瑞葉型光譜的恆星是行星狀星雲的中心星，但也有許多恆星明顯的與行星狀星雲或任何可見的星雲沒有任何關聯性。
除此之外，卡萊爾·史密斯·比爾斯還確定沃夫-瑞葉星不僅發射氦的譜線，還有碳、氮和氧的發射線。在1938年，國際天文學聯合會依據光譜是由碳-氧還是氮主導，將沃夫-瑞葉星的光譜分為WN和WC兩種類型。
在1969年，幾顆O VI發射線較強的行星狀星雲中心星（CSPNe）被分到新的"O VI序列"，或就是OVI ；這些隨後被稱為[WO]星。與行星狀星雲無關的類似恆星，在不久之後也被記述到，最終WO也被歸類為第一星族的沃夫-瑞葉星。
理解到沃夫-瑞葉星有些是早期的，有些是晚期的。WN型恆星的光譜中具有氫線，與無氫的沃夫-瑞葉星在不同的演化階段，這導致術語WNh的引入，以與一般的WN型恆星有所區別。雖然後期的WN星是沒有氫的，它們之前卻被稱為WNL星，早於WN5的沃夫-瑞葉星仍有氫。

## 分類

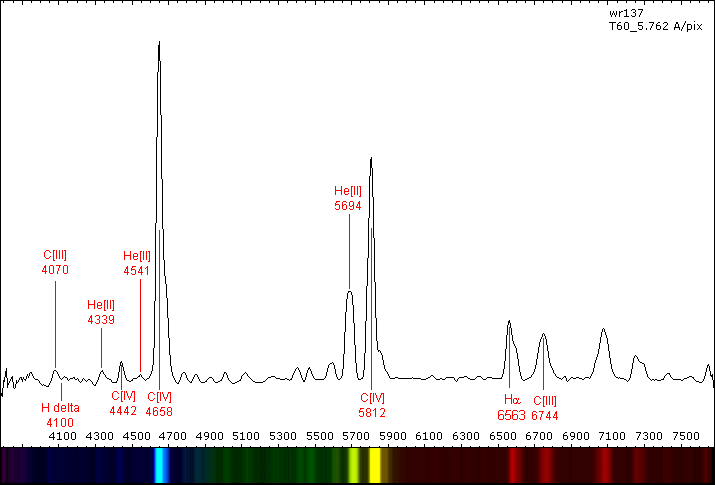
WR137的光譜中可見電離氦與碳發射線，是分類為WC7。該恆星是最早發現的三顆沃夫-瑞葉星之一。（水平軸：波長，單位是Å）

沃夫-瑞葉星的氫線通常很微弱或不存在，而是依據光譜中的氦、氮、碳、矽、和氧等強烈的寬發射線來分類。第一個分類系統將這些星分為以電離氮的譜線（N III、N IV、和N V）為主，和以電離碳的譜線（C III和C IV）和有時有氧（O III – O VI）的譜線，分成WN和WC兩種類型。 WN和WC這兩大類再依據氦的541.1和587.5奈米的相對強度，進一步分為溫度序列的WN5-WN8和WC6-WC8。沃夫-瑞葉星的發射線通常具有擴大的吸收翼（天鵝座P輪廓），而建議是有星際物質環繞著。也從WC序列分離出更熱恆星的WO序列，雖然碳和氧的佔比的實際比例是可以比較的，但電離氧的譜線卻主導了光譜。WC和WO的光譜依據C III的發射線存在與否來正式區分。WC的光譜通常也缺乏在WO中很強的O VI譜線。
WN光譜序列根據N III的463.4–464.1 奈米和 531.4 奈米、N IV的347.9–348.4 奈米和405.8 奈米、和N V的460.3 奈米、461.9 奈米、和493.3–494.4 奈米，定義擴展成WN2-WN9。這些譜線和強且可變的氦發現線區域有很好的分離，並且譜線的強度與溫度密切相關。WN和Ofpe具有中間體光譜的恆星被歸類為WN10和WN11，然而這樣的分類並沒有被普遍的接受。
WN1型建議用於暨不是N IV，也不是N V的譜線，以容納似乎介於WN2和WN2.5之間的布雷1（Brey 1）和布雷66（Brey 66）。後來，對每個WN的子類相對應的譜線寬度和強度進行量化，氦的541.1奈米和587.5奈米線被引入做為電離化的基準和光譜子類的主要指標，就不再需要WN1，而布雷1和布雷66現在都歸類為WN3b。有些誨澀的WN2.5和WN4.5 類也被刪除。
| 光譜型 | 原始標準                      | 更新的條件                                   | 其他特徵                                          |
| ------ | ----------------------------- | -------------------------------------------- | ------------------------------------------------- |
| WN2    | N V微弱或不存在               | 缺乏 N V和N IV                               | 強He II，沒有He I                                 |
| WN2.5  | 呈現 V，缺乏N IV              | 過時的類型                                   |                                                   |
| WN3    | N IV ≪ N V，N III微弱或不存在 | He II/He I > 10， He II/C IV > 5             | 特殊的配置，不可預知N V強度                       |
| WN4    | N IV ≈ N V, N III微弱或不存在 | 4 < He II/He I < 10, N V/N III > 2           | 呈現C IV                                          |
| WN4.5  | N IV > N V, N III微弱或不存在 | 過時的類型                                   |                                                   |
| WN5    | N III ≈ N IV ≈ N V            | 1.25 < He II/He I < 8, 0.5 < N V/N III < 2   | N IV或C IV > He I                                 |
| WN6    | N III ≈ N IV, N V微弱         | 1.25 < He II/He I < 8, 0.2 < N V/N III < 0.5 | C IV ≈ He I                                       |
| WN7    | N III > N IV                  | 0.65 < He II/He I < 1.25                     | 微弱的天鵝座P輪廓He I，He II > N III，C IV > He I |
| WN8    | N III ≫ N IV                  | He II/He I < 0.65                            | 強烈的天鵝座P輪廓He I，He II ≈ N III，C IV微弱    |
| WN9    | N III > N II，缺乏N IV absent | N III > N II，缺乏N IV                       | 天鵝座P輪廓He I                                   |
| WN10   | N III ≈ N II                  | N III ≈ N II                                 | 巴耳末系，天鵝座P輪廓He I                         |
| WN11   | N III微弱或缺乏，呈現N II     | N III ≈ He II，N III微弱或缺乏               | 巴耳末系，天鵝座P輪廓He I，呈現Fe III             |

儘管一些較舊的論文只使用WC1-WC3，WC序列的光譜類型已經擴充至WC4-WC11。用於區分WC型光譜子類的主要發射線是C II的426.7 奈米、C III的569.6 奈米、C III/IV的465.0 奈米、C IV的580.1–581.2 奈米、和O V（和O III）混合的557.2–559.8 奈米的譜線。此序列擴展至WC10和WC11子類的標準主要基於碳線的相對強度進行量化，即使碳和氧之間的豐度有所變化，也可以依賴電離係數。
| 光譜型 | 原始標準                              | 量化標準                 | 量化標準               | 其他特徵                 |
| 光譜型 | 原始標準                              | 主要                     | 次要                   | 其他特徵                 |
| ------ | ------------------------------------- | ------------------------ | ---------------------- | ------------------------ |
| WC4    | C IV強烈，C II微弱， O V溫和          | C IV/C III > 32          | O V/C III > 2.5        | O VI微弱或缺乏           |
| WC5    | C III ≪ C IV，C III < O V             | 12.5 < C IV/C III < 32   | 0.4 < C III/O V < 3    | O VI微弱或缺乏           |
| WC6    | C III ≪ C IV， C III > O V            | 4 < C IV/C III < 12.5    | 1 < C III/O V < 5      | O VI微弱或缺乏           |
| WC7    | C III < C IV， C III ≫ O V            | 1.25 < C IV/C III < 4    | C III/O V > 1.25       | O VI微弱或缺乏           |
| WC8    | C III > C IV，缺乏C II, O V微弱或缺乏 | 0.5 < C IV/C III < 1.25  | C IV/C II > 10         | He II/He I > 1.25        |
| WC9    | C III > C IV，缺乏C II, O V微弱或缺乏 | 0.2 < C IV/C III < 0.5   | 0.6 < C IV/C II < 10   | 0.15 < He II/He I < 1.25 |
| WC10   |                                       | 0.06 < C IV/C III < 0.15 | 0.03 < C IV/C II < 0.6 | He II/He I < 0.15        |
| WC11   |                                       | C IV/C III < 0.06        | C IV/C II < 0.03       | 缺乏He II                |

WO型的恆星主要依據C IV的580.1 奈米、O IV的340.0 奈米、O V（和 O III）混合557.2–559.8 奈米、O VI的381.1–383.4 奈米、O VII的567.0 奈米、和 O VIII在606.8 奈米譜線來分類。這個序列並基於O VI/C IV和O VI/O V線的相對強度，擴展至包括WO5。後來設計用於使傳統的沃夫-瑞葉星和行星狀星雲中心星一致，返回到WO1至WO4序列，並調整了分區。
| 光譜型 | 原始標準                     | 量化標準             | 量化標準               | 其他特徵    |
| 光譜型 | 原始標準                     | 主要                 | 次要                   | 其他特徵    |
| ------ | ---------------------------- | -------------------- | ---------------------- | ----------- |
| WO1    | O VII ≥ O V，缺乏O VIII      | O VI/O V > 12.5      | O VI/C IV > 1.5        | O VII ≥ O V |
| WO2    | O VII < O V， C IV < O VI    | 4 < O VI/O V < 12.5  | O VI/C IV > 1.5        | O VII ≤ O V |
| WO3    | O VII微弱或缺乏，C IV ≈ O VI | 1.8 < O VI/O V < 4   | 0.1 < O VI/C IV < 1.5  | O VII ≪ O V |
| WO4    | C IV ≫ O VI                  | 0.5 < O VI/O V < 1.8 | 0.03 < O VI/C IV < 0.1 | O VII ≪ O V |

對沃夫-瑞葉星的詳細研究，可以識別出其它的光譜特徵，並在主要光譜型加上後綴字來表示：
- h有氫的發射線
- ha 有氫的發射和吸收線
- w有微弱的譜線
- s 有強烈的譜線
- b 有寬的強譜線
- d 用於灰塵（對可變、週期性、或偶發性的分別使用vd、pd或ed來標示）[23]。

沃夫-瑞葉星光譜的分類由於密集的恆星與星雲、塵埃雲或聯星等的關聯性而變得複雜。"+OB"的後綴用於指示光譜中可能有更正常的伴星，或"+abs"的未知來源的吸收線存在於光譜中。
更熱的WR光譜的子類與其它的光譜類型一致，也被描述為早期和較冷的。WNE和WCE是指早期型的光譜，而WNL和WCL是指晚期型的光譜，分界線大約在6或7；對WO型星則沒有這樣的區分。WNE型有很強的氫貧性傾向，而WNL型的光譜通常包含氫線。
行星狀星雲中心星的光譜類型通過用方括號的包圍來呈現（例如[WC4]）。他們幾乎都是WC序列以及已知是碳序列熱延伸的[WO]星；最近才發現也有少量的[WN]和[WCWN]型

。它們形成的機制尚不清楚。
相較於第一星族星的沃夫-瑞葉星，行星狀星雲中心星的溫度往往很極端，所以常見的是[WC2]和[WC3]，而序列已經擴展到[WC12]。[WC11]和[WC12]型具有獨特的窄發射線光譜，沒有He II和 C IV的譜線。

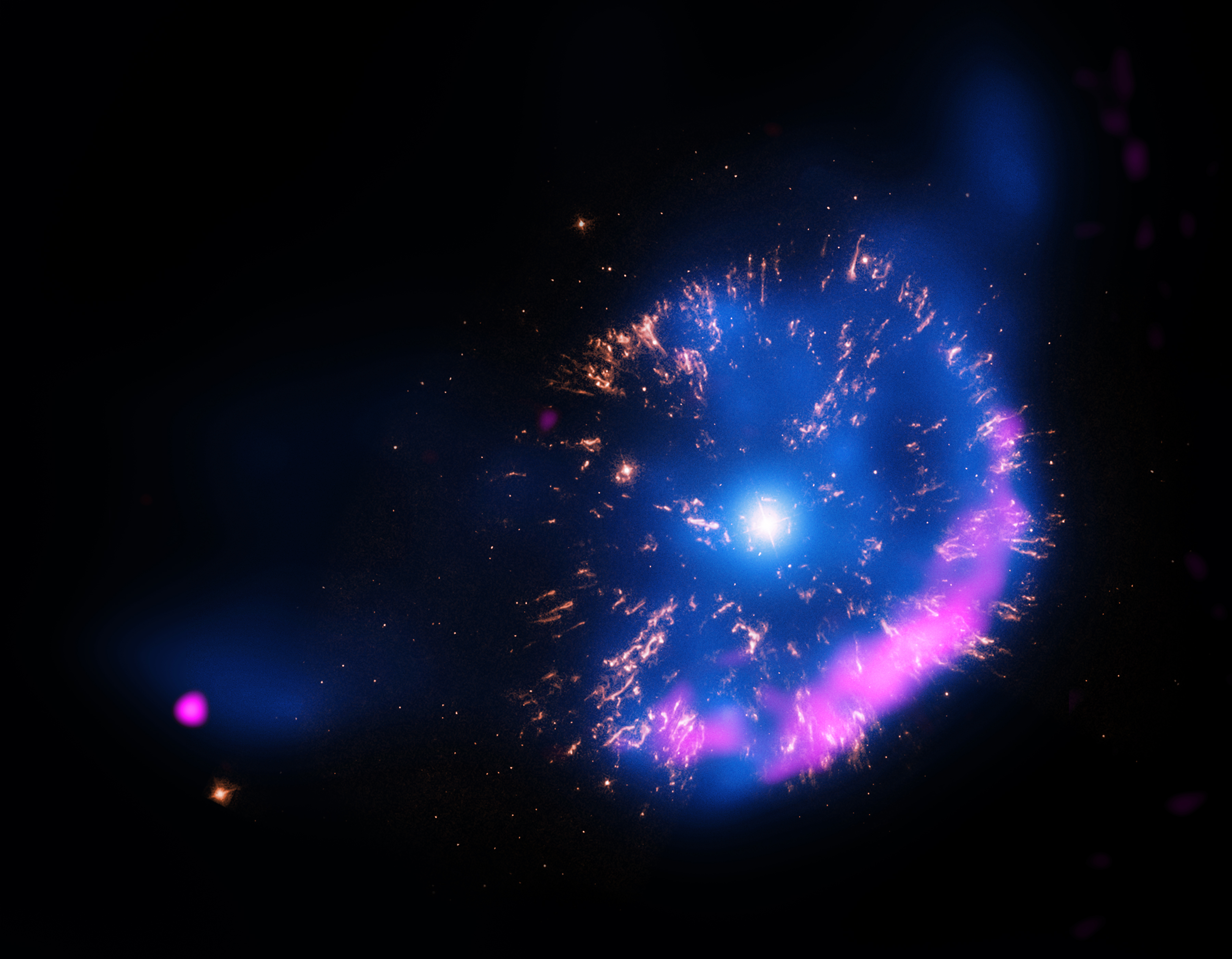
英仙座GK （1901年英仙座新星）在它的光譜中顯示出沃夫-瑞葉星的特徵。

觀察到某些超新星在峰值亮度之前顯示沃夫-瑞葉星的光譜。這一點是由於超新星的性質：一個快速膨脹的氦富彈射，極端類似於沃夫-瑞葉星的恆星風。 沃夫-瑞葉星的光譜特徵僅持續數小時，最大的電離特性消退，只留下若中性氫和氦的發射，然後就被傳統的超新星光譜所取代。建議用"X"來標記這類型的光譜，例如XWN5(h)。同樣的，新星發展的光譜，也有類似沃夫-瑞葉星的寬發射譜代的組成。這是由相同的物理機制造成：在極熱的中心源周圍快速膨脹的緻密氣體。

## 斜槓星
沃夫-瑞葉星與溫度類似的O型星光譜的分別在於氦、氮、碳、和氧電離的強發射線存在與否，但有許多恆星具有中間或混亂的光譜特徵。例如，高光度O型星可以發展出氦和氮的光譜與一些發射譜線；而一些沃夫-瑞葉星有氫線的弱發射線，甚至吸收線的成分。這些恆星被賦予如O3 If∗/WN6的光譜型，稱為斜槓星。
O型超巨星可以發展出氦和氮的發射譜線，或發射出一些吸收線的成分。由此類恆星發射的光譜特性以後綴碼表示： 
- f 用於N iii和He ii的發射
- f*用於N iv強於N iii 的N和He發射
- f+用於除了N和He之外，還有Si iv發射線的
- 括弧表示He ii的吸收線取代了發射線，例如(f)。
- 雙括弧表示強的He ii吸收線和N iii 發射線被稀釋，例如((f+))

這些代碼也可以和更通用的光譜型限定符號，例如p或a.等常見的組合，包括OIafpe和OIf*，與Ofpe合併使用。在1970年代，人們認識到從純吸收類的O型到明確的沃夫-瑞葉星有一個連續的光譜，但並不清楚是否要給予一個中間恆星的光譜型，像是O8Iafpe或WN8-a，遂建議以斜槓表示法處理這些情況，將恆星Sk−67°22的光譜表示為O3If*/WN6-A。區分OIf*、OIf*/WN、和沃夫-瑞葉星的方法已經過改進以獲得一致性。當Hβ譜線具有天鵝做P輪廓時，使用斜槓星分類；這是O型超巨星的吸收線和WN星中的發射線。斜槓星使用氮的發射線463.4–464.1 奈米、405.8 奈米、和460.3–462.0 奈米，以及每種型的標準星給出的標準如下：
| 光譜型      | 標準星     | 標準。                    |
| ----------- | ---------- | ------------------------- |
| O2If*/WN5   | Melnick 35 | N iv ≫ N iii, N v ≥ N iii |
| O2.5If*/WN6 | WR25       | N iv > N iii, N v < N iii |
| O3.5If*/WN7 | Melnick 51 | N iv < N iii, N v ≪ N iii |

另一組斜槓星類型用於Ofpe/WN星。這些恆星具有O型超巨星的光譜，加上氮和氦的發射譜線，以及天鵝座P輪廓。或者，它們可以被認為是具有異常低電離水準和氫的WN星。這些斜槓的表示法是有爭議的，另一種選擇是將沃夫-瑞葉星的氮序列擴展至WN10和WN11。其他作者更喜歡使用WNha表示法，例如以WN9ha表示WR108的光譜型。最緊的一項建議是，如果447.1 奈米的He i是吸收線，使用O型光譜，像是O8Iaf；如果有天鵝座P輪廓的配置，使用沃夫-瑞葉星的光譜型，例如WN9h或WN9ha。不過，Ofpe/WN的斜槓表示法以及WN10和WN11的分類仍然被廣泛的使用著。
已經發現包含O型星和沃夫-瑞葉星光譜特徵的第三組光譜。在大麥哲倫星系發現9顆恆星的光譜包含WN3和O3V的光譜特徵，但它們似乎並不是聯星。小麥哲倫星氣中的許多沃夫-瑞葉星也有非常早期的WN光譜加上高激發態的吸收特性。小麥哲倫雲中的許多WR星也有非常早期的WN光譜加上高激發吸收特性。有人建議這些可能是傳統的WN星失去的環節，或是低質量伴星的潮汐剝離造成的結果。

## 命名

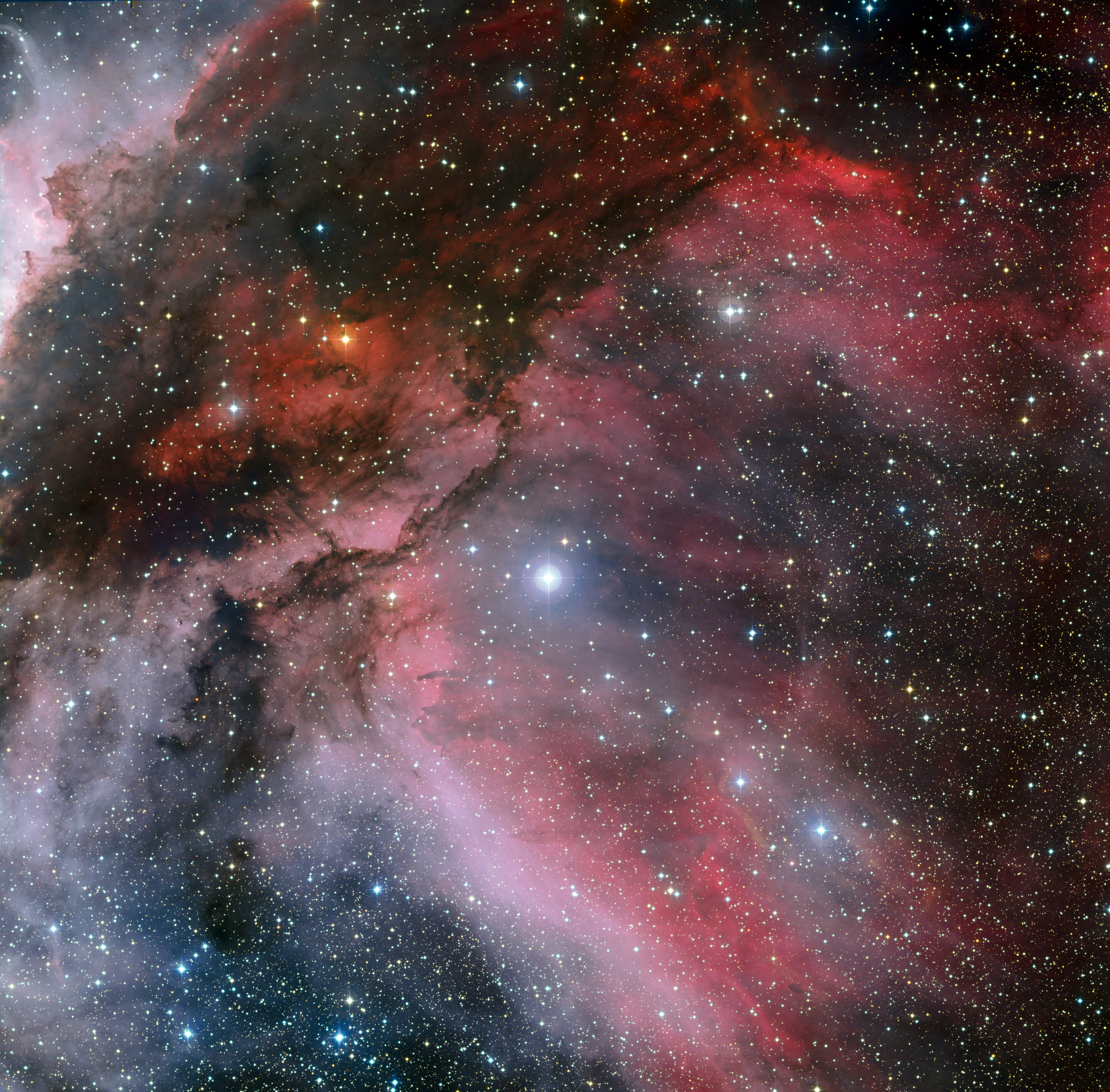
在船底座星雲中被星雲環繞的沃夫-瑞葉星WR 22。

## 演化
沃爾夫-拉葉星現在被認為是大質量恆星演化過程中的其中一個狀態（不含較少見的行星狀星雲內的中央星）。低金屬量恆星不會形成沃爾夫-拉葉星，而是形成不穩定對或光致蛻變超新星；這是因為它們不會損失大量質量。以下表格列出了非高速自轉狀態下不同質量單一恆星的演化過程。超高自轉速度的恆星或聯星系統成員星可能會因為質量損失速度較快而跳過部份過程。下表中質量較低恆星會在演化成沃爾夫-拉葉星以前即成為超新星。
| 原始質量（M☉） | 演化過程                                       | 超新星類型      |
| -------------- | ---------------------------------------------- | --------------- |
| 90+            | O → Of → WNLh (→ WNE) → WC                     | Ib（或 IIn？）  |
| 60–90          | O → Of/WNLh ↔ LBV → WNL → WC                   | Ib（或 IIn？）  |
| 40–60          | O → BSG → LBV ↔ WNL (→ WNE) → WC               | Ib              |
| 40–60          | （少見） O → BSG → LBV ↔ WNL (→ WNE) → WC → WO | Ic              |
| 30–40          | O → BSG → RSG (↔ LBV)→ WNE → WC                | Ib              |
| 20–30          | O (→ BSG) → RSG ↔ BSG (blue loops) → RSG       | II-L （或 IIb） |
| 10–20          | O → RSG                                        | II-P            |

縮寫說明：
| O       | O型主序星                                                          |
| Of      | 出現氮和氦發射線的老年O型星                                        |
| Of/WNLh | 「Slash star」，光譜在 Of 和 WNLh 之間的恆星（靜止高光度藍變星？） |
| BSG     | 藍超巨星                                                           |
| RSG     | 紅超巨星                                                           |
| LBV     | 高光度藍變星                                                       |
| WNL     | 「晚期」WN沃爾夫-拉葉星（光譜類型約WN6到WN9）                      |
| WNLh    | WNL加上氫線                                                        |
| WNE     | 「早期」WN 沃爾夫-拉葉星（光譜類型約WN2到WN6）                     |
| WC      | WC型沃爾夫-拉葉星                                                  |
| WO      | WO沃爾夫-拉葉星                                                    |

質量較高的恆星是很少見的，因為它們形成數量較少，且壽命很短。這代表沃爾夫-拉葉星非常稀有，因為只有極大質量主序星才會演化到這個階段；而大質量恆星最常成為 II-P 型超新星。雖然沃爾夫-拉葉星形成自極大質量恆星，但在流失外層以後剩餘質量只相當於一般大質量恆星；例如船帆座γA現在的質量為太陽9倍，但它的原始質量大約是太陽的40倍。一個特例是光譜類型 WNh 的恆星，這類恆星在光譜上類似沃爾夫-拉葉星，但經歷了較少演化階段，只是正開始將其外層氣體噴出。目前已知極高質量的恆星都是 WNh 型星，而非O型主序星，因為預期的狀況中超大質量的恆星在形成數万年後就會離開主序星階段成為 WNh 型星。
沃爾夫-拉葉星如果在死亡前沒有明顯損失質量的話（坍缩前最终质量超过40个太阳），核心可能會直接塌縮成黑洞，吞噬周围原来的恒星物質。這被認為是形成長期伽馬射線暴的原因。超大质量的（约120个太阳质量以上），则有可能演化为一顆極超新星，它们的核心尚未来得及形成铁核，就因为过于剧烈的核聚变而导致整个恒星爆发。
對超新星前身星觀測的最近結果顯示已知的 WC 型星並不是演化自極大質量恆星。另一個假設是它們演化自最高質量（上限約25 M☉）的紅超巨星，尚未被觀測到它們成為超新星的前身星。大多數大質量恆星可能在演化成 WC 型星以前就在藍超巨星、高光度藍變星或 WN 型星的階段成為超新星。觀測到的 WO 型星其光度顯示其質量為60 M☉以上，但尚未觀測到25到60倍太陽質量的 WC 型星。目前尚不了解原因僅是因為這型恆星數量極少，或是因為 WO 型星以不同機制演化而來所致。

### WNh 星
一般來說沃爾夫-拉葉星是一群光譜中有明顯氦、碳、氮、氧發射線，並且缺乏氫譜線的恆星。不過另有一群沃爾夫-拉葉星光譜內有明顯的氫譜線，光譜分類為 WNh 或 WNLh。這類天體光譜少有碳和氧的譜線，因此已知恆星中沒有光譜「WCh」的恆星，並且它們的表面溫度較一般的沃爾夫-拉葉星低，因此光譜「WNLh」的 L 即代表為「晚期」。WNh 星中最常見的光譜型為 WN9h，雖然這型恆星曾經被分類為較「早期」的 WN5h。
相較於其他沃爾夫-拉葉星，WNh 星並非在核心中的氫幾乎耗盡的晚期演化階段。它們的光譜顯示了其表面有氦和氮核融合反應的產物，這是因為強烈的對流將前述元素從仍在進行氫融合的核心帶到表面。這種情形只發生於極大質量且可能自轉速度極高的恆星。和沃爾夫-拉葉星不同的是，WNh 星雖然也是大質量恆星演化而來，但流失質量並不多，因此這類恆星是光度最高的一類恆星。WNh星的光譜類似同樣有氦和氮譜線的「Slash star」，但卻是更典型的超巨星。也有的星體狀態是介於兩者之間，更可能是大質量恆星快速演化離開主序星階段的狀態。也有可能属于这种恒星本身处于主序星阶段，但由于抛射了较多的外层物质或者由于合并，造成其光谱看上去呈现出沃尔夫—拉叶星的特征。

## 例子

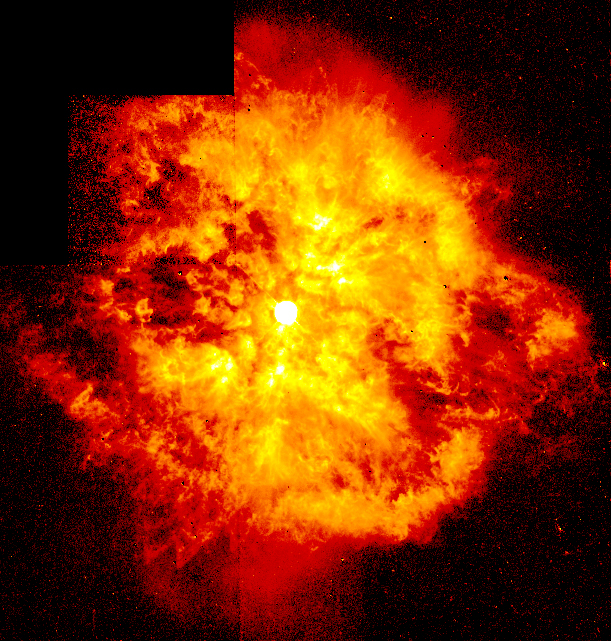
哈勃太空望遠鏡拍攝的M1-67星雲，中心是沃爾夫-拉葉星WR 124

光度最高的沃爾夫-拉葉星是船帆座天社一的其中一顆成員星（γ² Vel），該恆星在北緯40度以下區域肉眼可見。因為該恆星的光譜相當特殊（明亮的發射線取代了昏暗的吸收線），因此又被稱為「南天的光譜寶石」。蒼蠅座θ則是肉眼可見的沃爾夫-拉葉星光度第二高者。
目前已知質量最大，且热光度最高的恆星R136a1也是光譜 WNh 的沃爾夫-拉葉星，代表它在剛開始離開主序星的演化階段，或者更有可能他只是颗主序星阶段的“假沃尔夫—拉叶星”。由于R136a1超乎寻常的巨大质量，很有可能通过双星或者多星系统合并得到的，所以他的光谱呈现出沃尔夫—拉叶星的原因也有可能跟合并有关，因为恒星合并会让原本合并的两颗恒星的中心和外包层物质全面对流混合，原本参与合并的两颗恒星那重元素含量相对较高的中心，重元素混合进合并后恒星外包层当中，因此让合并后的超大质量恒星光谱当中氢线减少，呈现出沃尔夫—拉叶星的特征。
包含許多極高光度和極大質量恆星的本型恆星相當年輕，並且經常只在星團中心恆星最密集區域發現。偶爾有例如VFTS 682這樣的逃逸沃爾夫-拉葉星發現於星團之外，這可能是因為它從多星系統中被彈出或者是和其他恆星交互作用而離開了星團。

## 參看
- 伽馬射線暴
- 極超新星
- 行星狀星雲
- 星暴星系
- 沃爾夫-拉葉星雲
- WR104

## 外部連結
- Ask an Astronomer. Wolf-Rayet Stars  （页面存档备份，存于）
- 沃爾夫-拉葉星光譜分類 （页面存档备份，存于）
- PINWHEEL NEBULA AROUND WR 98a （页面存档备份，存于）
- High resolution radio observations of the colliding-wind binary WR140 （页面存档备份，存于）
- 北天沃爾夫-拉葉星和行星狀星雲中央星目錄。 （页面存档备份，存于）
- WR104 的扭曲尾，風車星雲。 （页面存档备份，存于）部分聯星的成員星距離相當近，因此可拍攝到聯星成員星之間因為恆星風互相撞擊產生的旋轉「風車星雲」。以孔鏡遮罩干涉（Aperture Masking Interferometry）方式拍攝。
- Scientists See Supernova in Action （页面存档备份，存于）
- Big Old Stars Don't Die Alone (NASA) （页面存档备份，存于）